# Malga Loverdina
Malga Loverdina è un bivacco situato nel comune di Campodenno, in Provincia di Trento, a 1771 m. È situata nel versante settentrionale del Gruppo di Brenta, al centro di un pascolo sul versante meridionale di Cima Loverdina, nel territorio del Parco naturale Adamello Brenta.

## Descrizione
Il bivacco è composto da due edifici separati, cascina e stalla. La cascina su due piani, dotata di acqua e di energia elettrica, è disponibile per l'affitto anche a privati. Ha 15 posti letto. La stalla, con capienza di 70-80 capi di bestiame, non viene più utilizzata da tempo.

## Accessi
La Malga Loverdina è raggiungibile dal parcheggio di Malga Arza. Una volta giunti alla malga, si prende a sinistra il sentiero 370 che taglia la Val Selvata e in direzione S porta alla Loverdina in circa un'ora.

## Traversate
- "Giro delle Malghe": percorso ad anello che attraversa tre delle malghe della zona. Partendo da Malga Arza, si segue il sentiero SAT 330 e in circa un'ora si raggiunge Malga Termoncello; con sentiero SAT 339, quasi pianeggiante si arriva in circa 30 minuti alla Malga Loverdina (1771 m); da qui si ridiscende poi, per sentiero SAT 370, fino alla strada forestale che riporta a Malga Arza. Tempo di percorrenza totale: 2 ore.[1]
- Dalla Malga Loverdina è possibile raggiungere, seguendo il sentiero 339, in circa 30 minuti la Malga Termoncello (1856 m). Da qui poi si raggiunge la cima Loverdina (2257), in circa un'ora. Dalla cima si ha un'ottima vista sul Lago di Tovel.[5]
- Dalla malga si può raggiungere la Malga Campa, seguendo il sentiero 370. Da qui si può continuare (sentiero 338) fino alla Sella del Montòz (2327 m) e raggiungere Malga Spora in circa tre ore.[6]